# Alan Sillitoe

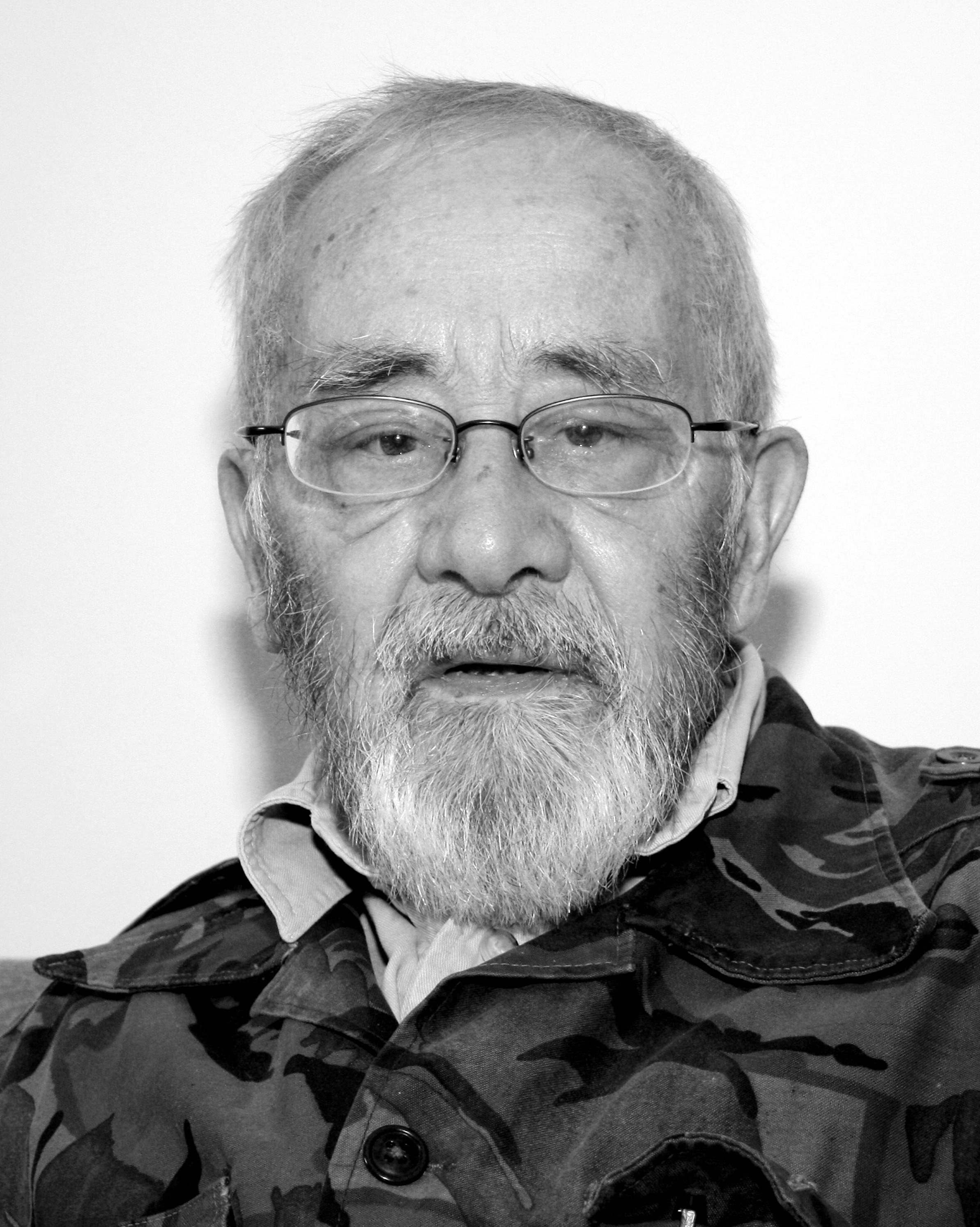
Alan Sillitoe (2009)

Alan Sillitoe (Nottingham, 4 de marzo de 1928 -Londres, 25 de abril de 2010) fue un escritor inglés, al que se vincula al movimiento de los Angry Young Men en los años 50.

## Biografía
Nació en el corazón de una familia de clase obrera. Su padre, como el héroe de su primera novela Saturday Night and Sunday Morning, trabajaba en la fábrica de la Raleigh Bicycle Company. 
Sillitoe se unió a la Royal Air Force en 1946, fue enviado a Malasia, donde enfermó de tuberculosis. Mientras estuvo hospitalizado, desarrolló un gusto por la lectura y la escritura, a los que se dedicó tras ser retirado en 1949.
Sillitoe comenzó a trabajar en Saturday Night and Sunday Morning mientras vivía en Mallorca, España, con su amante, la poetisa norteamericana Ruth Fainlight, en 1955. Durante esta época estaba también en contacto con el poeta Robert Graves. Saturday Night and Sunday Morning fue publicado en 1958. Posiblemente influenciado por la prosa de Hemingway, en esta obra el autor intenta retratar las actitudes y situaciones con las que se enfrenta un joven trabajador de una fábrica (Arthur Seaton). La obra fue adaptada a una película dirigida por Karel Reisz en 1960. 
Su relato La soledad del corredor de fondo (The Loneliness of the Long Distance Runner), que narra la rebelión de un joven proveniente de un reformatorio con talento para el atletismo, le hizo obtener el premio Hawthornden en 1959. Esta historia también fue adaptada al cine, esta vez dirigida por Tony Richardson en 1962.
En 1990, obtuvo un título honorario de la Nottingham Trent University.
Sillitoe escribió más novelas y varios volúmenes de poesía. Su autobiografía de 1995, Life Without Armour fue bien recibida por la crítica; en ella ofrece un reflejo de su niñez. 
Estuvo casado con Ruth Fainlight, con la cual vivió en Londres y tuvo dos hijos. Murió en el Hospital de Charing Cross.

## Libros traducidos
- El árbol en llamas Lumen (1972), ISBN 978-84-264-1088-7
- Colina abajo, Laia (1987), ISBN 978-84-7668-135-0
- El cuentista, Alfaguara (1983), ISBN 978-84-204-2304-3
- Fuera del torbellino, Bibliotex (1993), ISBN 978-84-8130-024-6
- El hidroavión perdido, Debate (1985), ISBN 978-84-7444-173-4
- La hija del trapero, Caralt (1973), ISBN 978-84-217-2134-6.
- El hijo del viudo,  Alfaguara (1982), ISBN 978-84-204-2302-9
- La muerte de Wiliam Posters, Lumen (1970), ISBN 978-84-264-1069-6.
- La piel de los hombres, Caralt (1965), ISBN 978-84-217-2109-4
- La puerta abierta, Plaza & Janés (1990), ISBN 978-84-01-38172-0
- Sábado por la noche y domingo por la mañana, Impedimenta (2011), ISBN 978-84-15130-13-0
- La segunda oportunidad, Debate (1982), ISBN 978-84-7444-060-7
- La soledad del corredor de fondo, Impedimenta (2013), ISBN 978-84-15578-36-9 ; El Tercer Nombre (2007), ISBN 978-84-96693-17-3
- La vida continúa, Plaza & Janés (1988) ISBN 978-84-01-38121-8

## Sobre su obra
- La novela de protesta social: Alan Sillitoe, Liceus, Servicios de Gestión y Comunicación, 2004, Archivo de Internet, ISBN 978-84-96359-49-9